# 725 TCN
725 TCN là một năm trong lịch La Mã.